# Paulo Muwanga
Paulo Muwanga (ur. ok. 1921 lub 1924 roku w Mpigi, zm. 1 kwietnia 1991 w Kampali) – ugandyjski polityk i dyplomata, faktyczny prezydent Ugandy w 1980 roku jako przewodniczący Komisji Wojskowej, premier Ugandy w roku 1985.

## Życiorys
Początkowo pracował w administracji zajmującej się pocztą i telekomunikacją, w 1950 rozpoczął karierę polityczną jako członek Ludowego Kongresu Ugandy. W 1962 po raz pierwszy wybrano go do parlamentu, następnie od 1964 do 1970 pełnił funkcję ambasadora w Egipcie, od 1969 do 1970 szefa protokołu dyplomatycznego a od 1970 do 1972 ambasadora we Francji. Następnie przebywał w Wielkiej Brytanii i do kraju powrócił dopiero w 1978. W 1979 został ministrem spraw wewnętrznych w rządach Yusufu Lulu i Godfreya Binaisy. W lutym 1980 Binaisa próbował go przenieść na stanowisko ambasadora, ale odwołał się od tej decyzji i został ministrem pracy.
12 maja 1980 roku nastąpił zamach stanu, który wyniósł go do stanowiska tymczasowego prezydenta, na którym szybko został zastąpiony przez wojskową komisję. Pod koniec 1980 został szefem komisji wyborczej, a następnie ministrem obrony oraz wiceprezydentem u boku Miltona Obote. 27 lipca 1985 roku nastąpił kolejny zamach stanu, a w panującym po nim chaosie Muwanga objął stanowisko premiera, które sprawował przez zaledwie 25 dni. Od 1986 do 1988 i od 1989 do 1990 pozostawał w areszcie w związku z zarzutami porwania dwóch kierowców ciężarówek w 1981.
Zmarł w 1991 prawdopodobnie w wieku 70 lat.
Jego wnuczką jest brytyjska aktorka Zawe Ashton (ur. 1984).